# Ofensiva de Hama (2015)
 La ofensiva de Hama (2015) fue una operación militar lanzada por rebeldes sirios durante la Guerra Civil Siria en las partes norteñas de la Gobernación de Hama. 

## La ofensiva
El grupo rebelde Jund al-Aqsa inició una ofensiva a gran escala en la parte norte de la provincia de Hama el 28 de noviembre de 2015. El objetivo inicial de la operación era capturar la aldea alauita de Ma'an. Durante los dos días siguientes, su asalto en Ma'an, así como contra las otras aldeas circundantes, fue rechazado. Unos días después, el 2 de diciembre, la coalición rebelde islamista del Ejército de Conquista lanzó un nuevo asalto hacia Ma'an, pero su ataque fue interrumpido luego de que fueron emboscados en las colinas de Morek por la Brigada 87 de la 11 División de Tanques.
El 3 de diciembre, los combates tuvieron lugar en las llanuras de Al-Ghaab, en la provincia de Hama, en al-Mansoura, al-Qahira y Tal Zajram, mientras que el bombardeo del Ejército se registró en Tal Wasit, al-Enkaw y al-Manara. Según informes, los militares aseguraron la entrada sur de la aldea de Tal Zajram, ubicada en la cima de una colina.
El 13 de diciembre, Jund al-Aqsa renovó su ofensiva, atacando a Ma'sasineh, Al-Buwaydah y Markabat.  Al día siguiente, los rebeldes tomaron las aldeas de Al-Buwaydah y Ma'sasineh, así como los puestos de control de Al-Zulaqiyat y Zalin.  Sin embargo, tras la llegada de refuerzos militares, el Ejército recapturó ambas aldeas y el punto de control de Zalin, con la ofensiva rebelde deteniéndose a partir de entonces. Los combates dejaron a 22 rebeldes, incluidos seis extranjeros y nueve soldados muertos.
En la mañana del 15 de diciembre, los militares recapturaron todas las áreas perdidas el día anterior.  Además, las fuerzas gubernamentales también capturaron la colina de Tell Huwayr, con vistas a la ciudad de Morek.